# OnePlus 3
OnePlus 3 – smartfon zaprojektowany przez firmę OnePlus. Jest następcą OnePlus 2. Jest to czwarty z kolei smartfon firmy OnePlus. Zaprezentowany został 14 czerwca 2016 roku w technologii VR. Już przed prezentacją wiadomo było o głównych cechach urządzenia: procesor Qualcomm Snapdragon 820, 6GB pamięci RAM, oraz 64GB pamięci wewnętrznej. Nowością w stosunku do poprzednika jest zastosowanie w OnePlus 3 chipu NFC oraz szybkiego ładowania Dash Charge.

## Rezygnacja z systemu zaproszeń
OnePlus 3 jest pierwszym smartfonem firmy, który od samego początku dystrybucji nie korzystał z systemu zaproszeń. System ten, wielokrotnie krytykowany miał na celu regulację sprzedaży telefonów, których popyt przewyższał podaż. Zdobyć zaproszenie można było na kilka sposobów: przez zapisanie się na oficjalną listę oczekujących, przez wygranie w konkursach lub osoba, która już kupiła telefon mogła nam przekazać jedno ze swoich otrzymanych zaproszeń.

## Specyfikacja

### Wygląd

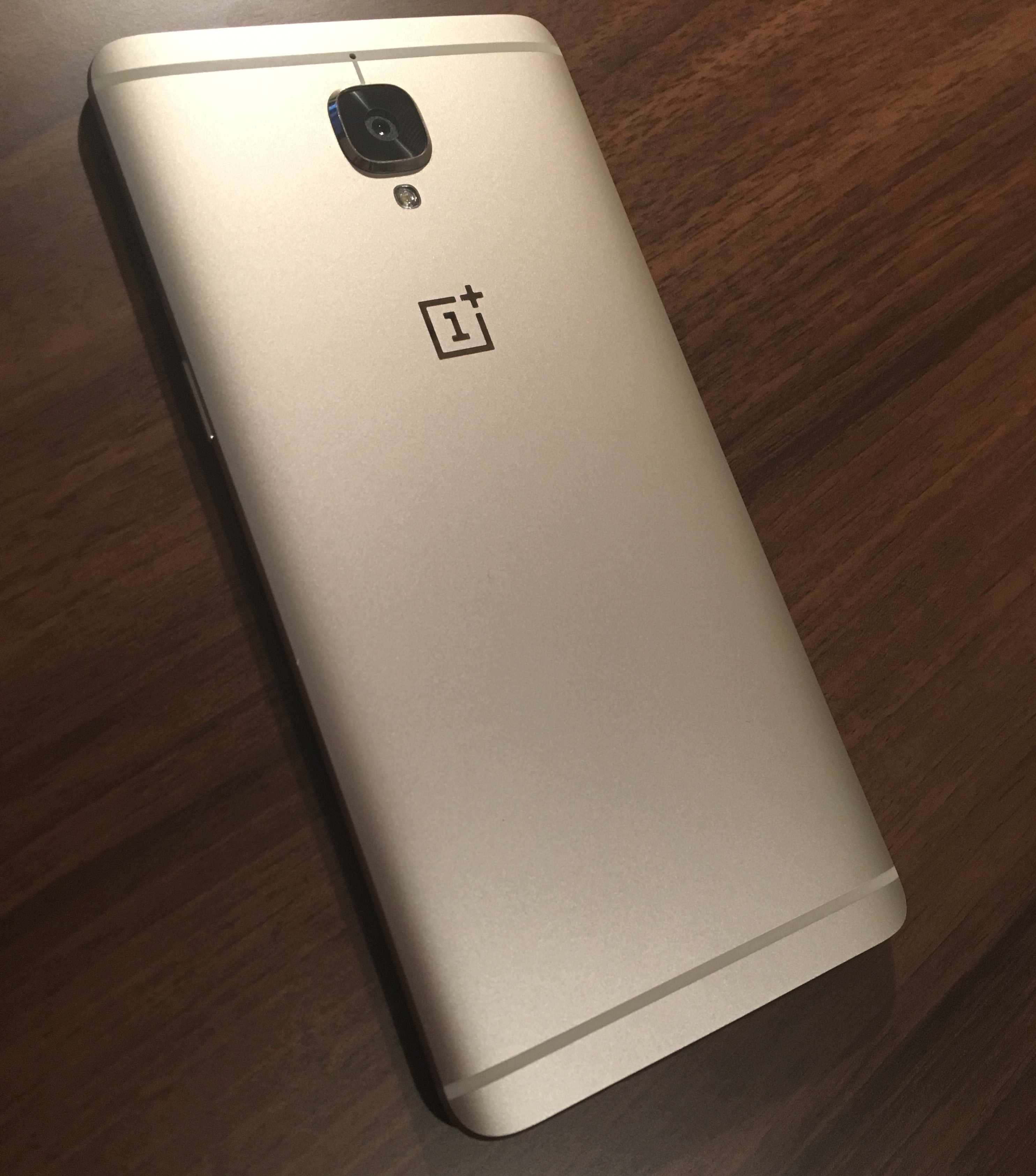
OnePlus 3 Soft Gold – tył

Obudowa OnePlus 3 wykonana jest z jednego kawałka matowego, anodowanego aluminium, co wyróżnia go na tle plastikowych poprzedników. Jest także od nich cieńszy, co związane jest z wystającym obiektywem aparatu. Smartfon dostępny jest w dwóch kolorach: Graphite (czarno-grafitowy) i Soft Gold (biało-złoty). Z lewej strony znajduje się przycisk regulacji głośności, oraz suwak powiadomień, natomiast z prawej strony są: przycisk blokowania ekranu oraz slot Dual SIM. Górna krawędź telefonu pozostaje nieużywana, a na dolnej krawędzi znajdują się: głośnik, mikrofon, złącze słuchawkowe typu jack 3,5mm oraz złącze USB-C. Na przodzie urządzenia znajduje się 5,5" wyświetlacz Super AMOLED, nazwany przez OnePlus Optic AMOLED o rozdzielczości FullHD 1920x1080 px, pokryty zaokrąglonym na krawędziach szkłem Gorilla Glass.

### Hardware
OnePlus 3 napędzany jest przez czterordzeniowy procesor Qualcomm Snapdragon 820 taktowany zegarem 2,15GHz wykonanym w procesie technologicznym 14nm wraz z 6 GB pamięci RAM. Urządzenie wyposażone jest w niewymienną baterię o pojemności 3000 mAh. Z tyłu telefonu znajduje się aparat o rozdzielczości 16 Mpx, jasności obiektywu f/2.0, z sensorem Sony IMX 298 z optyczną i elektroniczną stabilizacją obrazu. Aparat jest w stanie nagrywać filmy w rozdzielczości 4K przy 30fps, 720p przy 120fps i po aktualizacji z dnia 24 listopada 2016 1080p przy 60fps. Przedni aparat charakteryzuje się rozdzielczością 8 MP, obiektywem o jasności f/2.0 i sensorem Sony IMX179.

### Dash Charge
Nowością wykorzystaną w OnePlus 3 jest technologia szybkiego ładowania Dash Charge. Rozwiązanie opracowane przez OnePlus na podstawie technologii firmy VOOC Oppo. Wymogiem dla działania tej technologii jest zastosowanie odpowiedniej ładowarki i odpowiedniego przewodu USB-C. Według firmy OnePlus w ciągu 30 minut bateria jest w stanie naładować się od 0 do co najmniej 60%. Technologia ta nie przegrzewa zbytnio telefonu dzięki przeniesieniu niemal całej elektroniki odpowiedzialnej za szybkie ładowanie do ładowarki.

## Problemy
Po oficjalnej premierze telefonu użytkownicy zgłaszali dwie zasadnicze wady: brak rzeczywistego odwzorowywania kolorów mimo wyświetlacza AMOLED, i problem z zarządzaniem pamięcią RAM, pomimo jej ogromnej ilości (brak odpowiedniego utrzymywania aplikacji w tle). Problemy te zostały rozwiązane w później udostępnionych aktualizacjach systemu.